# Emmanuel Lê Văn Phụng
Emmanuel Lê Văn Phụng là một câu họ theo đạo Công giáo, tử vì đạo dưới triều vua Tự Đức, được Giáo hội Công giáo Rôma phong Hiển Thánh vào năm 1988.
Ông sinh năm 1796 tại họ Đầu Nước (Cù Lao Giêng), thị xã Châu Đốc, An Giang (nay thuộc xã Tấn Mỹ, huyện Chợ Mới, tỉnh An Giang, thuộc Giáo phận Long Xuyên). Vì tính tình cương trực, nhiệt thành nên ông được giáo dân tín nhiệm bầu làm ông câu họ (như ông trùm của làng đạo miền Bắc). Ông còn giữ chức lý trưởng (về sau gọi là cai xã), quen gọi là Lý Phụng. Ông vận động giáo dân góp công góp của, tái thiết nhà thờ họ khang trang và xây dựng nhà các dì dòng Chúa Quan Phòng. Ông đã biến họ Đầu Nước thành nơi trú ẩn cho các thừa sai và hàng giáo sĩ khi cấm đạo. Trong những dịp lễ lớn, bằng mọi cách, ông tìm rước cho bằng được một linh mục về dâng Thánh lễ hay cho các bệnh nhân hấp hối được xức dầu. Trong thời gian có bệnh dịch, ông mua chiếc thuyền và đưa linh mục đi khắp nơi ban bí tích cho giáo dân.
Quan huyện thấy sinh hoạt đạo không gây mất trật tự hay nguy hiểm cho làng nước lại vẫn thường nhận quà của ông câu Phụng nên khi nào có lệnh khám xét hay truy lùng linh mục thường âm thầm cho người báo tin trước. Nhưng bị hai người tên là Nên và Miêu theo dõi phát hiện thừa sai Pernot Định tạm trú trong nhà ông câu Phụng vào cuối năm 1858, tố giác với quan trấn thủ Châu Đốc. Sáng ngày 07 tháng 1 năm 1859, quan quân kéo đến khi thừa sai Pernot Định và linh mục Phêrô Đoàn Công Quý vừa dâng lễ xong. Ông câu Phụng nhờ ông biện Vi đưa hai linh mục đi trốn, nhưng linh mục Quý quyết định ở lại vì nghĩ rằng có thể hoà mình vào đám đông. Quan quân tràn vào nhà bắt trói và hăm dọa đánh ông câu Phụng. Thấy thế, linh mục Quý tự nhận mình là linh mục. Quan lãnh binh hạ lệnh bắt trói ông Quý, ông câu Phụng và 32 giáo dân giải về Châu Đốc. Sáu tháng trong cảnh tù tội, dù bị tra tấn, dụ dỗ, ông câu vẫn cương quyết im lặng, không khai báo về các thừa sai và không bỏ đạo. Ngày 31 tháng 7 năm 1859, ông và linh mục Quý bị dẫn đến Cây Mẹt, xóm Chà Và. Linh mục Quý bị chém đầu; ông câu Phụng bị xử giảo (xiết cổ bằng dây thừng). Thi thể ông được an táng trong nền nhà thờ họ Đầu Nước.

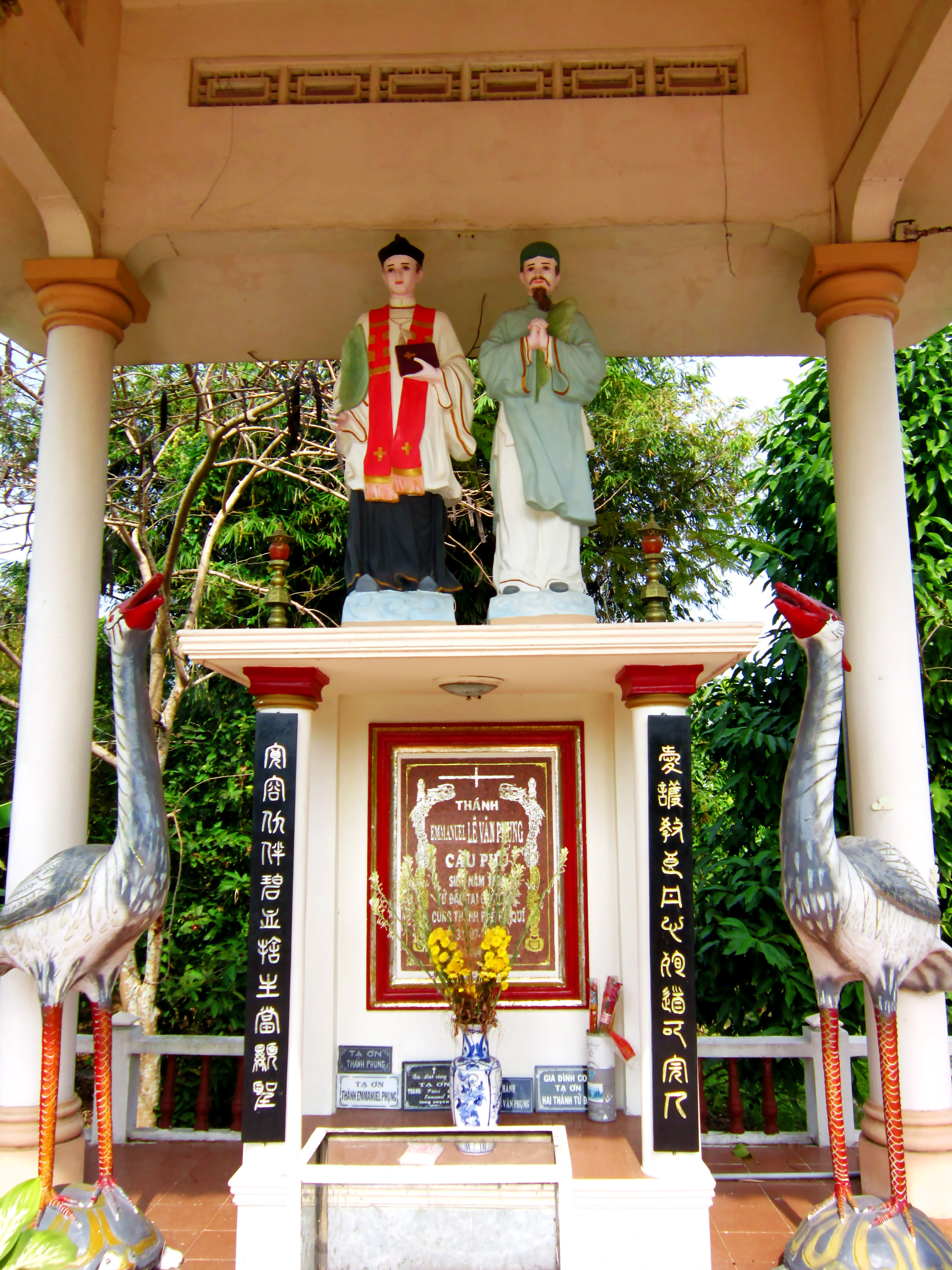
Đền tưởng niệm Thánh Phêrô Đoàn Công Quí (trái) và Thánh Emmanuel Lê Văn Phụng (phải) trên Cù lao Giêng, cặp đối đề: Khoan dung cừu bạn, bích huyết xả sinh, đương hiển thánh (寬容仇伴碧血捨生當顯聖)；Ái hộ giáo lương, đan tâm tuẫn đạo, khả hoàn nhân (愛護教良丹心殉道可完人)